# Stylocheiron robustum
Stylocheiron robustum är en kräftdjursart som beskrevs av Brinton 1962. Stylocheiron robustum ingår i släktet Stylocheiron och familjen lysräkor. Inga underarter finns listade i Catalogue of Life.